# Александра Брачиславна
Александра Брачиславна била је полоцка кнегиња и супруга Александра Невског. Била је кћерка Брачислава Василковича. 